# Tétrazène explosif
Le tétrazène explosif (1-(5-tétrazolyl)-3-guanyl tétrazène hydraté) est une substance explosive utilisée pour contrôler la sensibilité des composés d'allumage. C'est un composé du tétrazène.
Le tétrazène explosif est légèrement plus sensible que le fulminate de mercure. Lorsque la pression est suffisante — niveau appelé en anglais « dead pressing » — la sensibilité peut être réduite et même complètement supprimée. Il se décompose dans l'eau bouillante. En contact avec du feu, il explose directement, produisant une grande quantité de fumée noire. Ce composé est préparé par réaction entre du nitrite de sodium et un sel d'aminoguanidine dissout dans de l'acide acétique pur à 30–40 °C.

## Décomposition
La décomposition du tétrazène explosif est assez rapide autour de 90 °C. Un échantillon de tétrazène a été chauffé dans un four à 90 °C et son taux de décomposition thermique a été contrôlé par spectroscopie infrarouge et ultraviolette. La réaction de décomposition thermique est autocatalytique et il est probable que la même réaction puisse se produire à des températures encore plus basses, mais à des vitesses beaucoup plus faibles.

## Sensibilité de friction
Beaucoup d'explosifs sont considérés pour être sensibles aux stimuli physiques comme un choc, une friction, de la chaleur, de l'électricité statique ou des flammes. Étant donné que les composés explosifs sont sujets à des frottements pratiquement à chaque fois qu'ils sont manipulés, il est particulièrement intéressant de prendre en compte la sensibilité au frottement. La sensibilité du tétrazène explosif a été déterminée à l'aide d'un testeur de sensibilité au frottement FSKM-PEx. La probabilité d'inflammation du tétrazène est de 100 % probablement à cause de sa force de friction de 27 N.

## Danger
Des cas de rhinite, de dermatite et d’asthme professionnels ont été rapportés en raison d’une exposition prolongée au tétrazène.